# Candace Crawford
Candace Crawford (Toronto, 11 marzo 1994) è un'ex sciatrice alpina canadese.

## Biografia
Candace Crawford è nipote di Judy e sorella di James, a loro volta sciatori alpini; ha fatto il suo esordio in gare valide ai fini del punteggio FIS il 12 dicembre 2009, in uno slalom speciale a Val Saint-Côme classificandosi 42ª. Due anni dopo ha debuttato in Nor-Am Cup partecipando allo slalom gigante di Sunday River, qualificandosi 27ª. Nella stessa località, il 4 febbraio 2014 ha conquistato il primo podio in Nor-Am Cup arrivando seconda nello slalom gigante e un mese dopo ha ottenuto la sua prima vittoria, nella stessa disciplina, a Nakiska. La stagione successiva ha vinto la Nor-Am Cup.
Ha esordito in Coppa del Mondo il 25 ottobre 2014 nello slalom gigante di Sölden, senza concludere la prova, e ai Campionati mondiali a Vail/Beaver Creek 2015, dove si è aggiudicata la medaglia d'argento nella gara a squadre ed è stata 29ª nello slalom gigante e 30ª nello slalom speciale; il 28 febbraio 2016 ha conquistato il suo miglior risultato in Coppa del Mondo, a Soldeu/El Tarter in combinata (9ª). Ai Mondiali di Sankt Moritz 2017, sua ultima presenza iridata, si è classificata 26ª nel supergigante, 21ª nella combinata e non ha completato lo slalom gigante. Ai XXIII Giochi olimpici invernali di Pyeongchang 2018, sua unica presenza olimpica, si è classificata 29ª nel supergigante, 25ª nello slalom gigante e non ha completato la discesa libera e la combinata.
Ha conquistato l'ultima vittoria in Nor-Am Cup, nonché ultimo podio nel circuito, il 14 febbraio 2022 a Whiteface Mountain in supergigante e ha preso per l'ultima volta il via in Coppa del Mondo il 4 dicembre 2022 a Lake Louise in supergigante (35ª); si è ritirata al termine di quella stessa stagione 2022-2023 e la sua ultima gara in carriera è stata lo slalom gigante di Nor-Am Cup disputato a Whiteface Mountain il 27 marzo, chiuso dalla Crawford all'8º posto.

## Palmarès

### Mondiali
- 1 medaglia:
  - 1 argento (gara a squadre a Vail/Beaver Creek 2015)

### Coppa del Mondo
- Miglior piazzamento in classifica generale: 85ª nel 2016

### Nor-Am Cup
- Vincitrice della Nor-Am Cup nel 2015
- Vincitrice della classifica di supergigante nel 2022
- Vincitrice della classifica di slalom gigante nel 2014 e nel 2015
- Vincitrice della classifica di slalom speciale nel 2015
- Vincitrice della classifica di combinata nel 2015
- 27 podi:
  - 10 vittorie
  - 12 secondi posti
  - 5 terzi posti

#### Nor-Am Cup - vittorie
| Data             | Località           | Paese       | Specialità |
| ---------------- | ------------------ | ----------- | ---------- |
| 15 marzo 2014    | Nakiska            | Canada      | GS         |
| 13 dicembre 2014 | Panorama           | Canada      | SL         |
| 17 dicembre 2014 | Panorama           | Canada      | SC         |
| 17 febbraio 2015 | Nakiska            | Canada      | GS         |
| 19 febbraio 2015 | Nakiska            | Canada      | SG         |
| 19 febbraio 2015 | Nakiska            | Canada      | SC         |
| 21 marzo 2015    | Burke Mountain     | Stati Uniti | GS         |
| 12 febbraio 2016 | Whiteface Mountain | Stati Uniti | SG         |
| 10 dicembre 2021 | Lake Louise        | Canada      | SG         |
| 14 febbraio 2022 | Whiteface Mountain | Stati Uniti | SG         |

Legenda:

SG = supergigante

GS = slalom gigante

SL = slalom speciale

SC = supercombinata

### South American Cup
- Miglior piazzamento in classifica generale: 30ª nel 2019
- 1 podio:
  - 1 secondo posto

### Australia New Zealand Cup
- Miglior piazzamento in classifica generale: 2ª nel 2023
- Vincitrice della classifica di supergigante nel 2023
- 3 podi:
  - 3 vittorie

#### Australia New Zealand Cup - vittorie
| Data           | Località     | Paese         | Specialità |
| -------------- | ------------ | ------------- | ---------- |
| 27 agosto 2022 | Coronet Peak | Nuova Zelanda | SG         |
| 27 agosto 2022 | Coronet Peak | Nuova Zelanda | SG         |
| 29 agosto 2022 | Coronet Peak | Nuova Zelanda | GS         |

Legenda:

SG = supergigante

GS = slalom gigante

### Campionati canadesi
- 11 medaglie[2]:
  - 2 ori (supergigante nel 2015; combinata nel 2016)
  - 9 argenti (supergigante nel 2014; slalom gigante, slalom speciale nel 2015; supergigante, slalom gigante, slalom speciale nel 2016; slalom gigante nel 2017; slalom gigante, slalom speciale nel 2018)